# شهرداری کینگبورو
شهرداری کینگبورو (Municipality of Kingborough) یا انجمن کینگبورو، قلمرو دولت بومی تاسمانیا شمرده می‌شود. در جنوب هوبارت جای گرفته است.
شهرک کینگستون از آبادی‌های ماهواره ای هوبارت و ناحیه‌های پیرامون را دربردارد؛ هم چون چند شهرک پیرامونی:
- کترینگ
- مارگیت
- اسناگ

جزیره برونی نیز در این قلمرو است.